# Amelanchier parviflora
Amelanchier parviflora är en rosväxtart. Amelanchier parviflora ingår i släktet häggmisplar, och familjen rosväxter.

## Underarter
Arten delas in i följande underarter:
- A. p. chelmea
- A. p. dentata
- A. p. parviflora